# Segelfluggelände Titschendorf

i7
i11
i13
Das Segelfluggelände Titschendorf liegt etwa einen Kilometer nördlich des Ortsteils Titschendorf der Stadt Wurzbach im Saale-Orla-Kreis in Thüringen.

## Flugbetrieb
Das Segelfluggelände ist mit einer 1050 m langen und 50 m breiten Start- und Landebahn aus Gras (Richtung 01/19) ausgestattet. Es besitzt eine Betriebszulassung ausschließlich für Segelflugzeuge. Der Start von Segelflugzeugen erfolgt per Windenstart. Der Halter und Betreiber des Segelfluggeländes ist der Luftsportclub Nordhalben e. V.

## Geschichte
Der Luftsportclub Nordhalben e. V. wurde am 23. Juni 1951 gegründet. Das Segelfluggelände wurde erstmals im August 1991 im Rahmen einer Sondergenehmigung benutzt. Es wurde am 10. April 1997 dauerhaft zugelassen.